# Motel Mozaïque
Motel Mozaïque (MOMO) is een jaarlijks kunstenfestival in Rotterdam dat plaatsvindt in april. Het festival is ontstaan tijdens Rotterdam 2001, Culturele Hoofdstad van Europa en opgezet in nauwe samenwerking met TENT, de Rotterdamse Schouwburg en Nighttown. De programmering bestaat uit een mix van popmuziek, theater, performance en beeldende kunst en is verspreid over diverse locaties in de binnenstad.
De volgende editie van MOMO Festival vindt plaats van 17-19 april 2025 op diverse locaties in Rotterdam.

## Edities
| Editie | Locaties | Line-up |
| ------ | --- | --- |
| 2001   | TENT. | Zita Swoon, Green Velvet, Tom Barman e.a. |
| 2002   | TENT., Nighttown en Rotterdamse Schouwburg | Belle & Sebastian, Blake Hazard, Evan Dando, Femi Kuti, Gotan Project, Jackdrag, Kopna Kopna, Lo Fidelity Allstars , Michel de Hey, Orishas, Relax, Stuurbaard Bakkebaard, The Plan, Todd Terry en Tom Barman. |
| 2003   | TENT., De Unie, Nighttown en Rotterdamse Schouwburg | Bonnie 'Prince' Billy, The Faint, Compagnie Pal Frenak, Das Pop, Stephen Malkmus and the Jicks, Something Corporate, Erlend Øye, Face Tomorrow, The Kills, Tom Barman, The Trills, Admiral Freebee, Love with Arthur Lee, Postmen, Arno, Cinematic Orchestra (soundtrack Man with the Movie Camera), Oud Hud, Dj Marky with XRS and DRS e.a. |
| 2004   | TENT., Nighttown en Rotterdamse Schouwburg | Animal Collective, Apparat Organ Quartet, Buck 65, Dez, Hooverphonic, I Am Kloot, Jaga Jazzist, Joost van Bellen, Lambchop, Lars Horntveth, Magnus, Mum, Scissor Sisters, Stijn, The Shins, Under Byen, Youngblood Brass Band, Zea, Zero 7, zZz |
| 2005   | TENT., Nighttown en Rotterdamse Schouwburg | 2 Many DJs, About, Antony and the Johnsons, Applegarden, At No Bikini Beach, British Sea Power, Confuse The Cat, DJ Format ft. Abdominal & D-Sisive, DJ's Ru>Le, Doves, Efterklang, Eni-Less, Gabriel Rios, Gruff Rhys, Infadels, Jackman, Jens Lekman, Joanna Newsom, Kelley Stoltz, Khonnor, LCD Soundsystem, Lemon Jelly, Little Barrie, Matthew Herbert, Michael Hurley, Millionaire, MouseTiger DJteam, Nancy Sinatra, Neco Novellas, Nid & Sancy, PR Soundsystem, Patrick Wolf, Rednas_audio, Richard Hawley, Riton, Six Organs of Admittance, St. Paul, Stylus DJs, Subtitle, Sufragettes,Tiga, Tom Barman, Wawadadakwa en White Magic |
| 2006   | TENT., CBK, Nighttown en Rotterdamse Schouwburg | 65daysofstatic, Adam Green, Akron/Family, Battles, Beautiful New Born Children, Be Your Own Pet, Black Dice, Cardigans, CocoRosie, Coldcut, Emiliana Torrini, Ferenc (I-f), Fink, Guillemots, Isobel Campbell, Jenny Lewis, Kelley Polar, Kieran Hebden & Steve Reid, Mi and L'au, Midaircondo, Mogwai, Paavoharju, Radar, Sickoakes, Stylus DJs, Superthriller, The Veils, Tifen, Tomàn, Vashti Bunyan, Wolf Eyes en Zita Swoon. |
| 2007   | TENT., Rotown, Rotterdamse Schouwburg, Off Corso, CBK en Lantaren/Venster                                                                                                 | !!!, 120 Days, Akron/Family, Amon Tobin, Ann Liv Young, A Silver Mount Zion, Ben Frost, Bloody Honkies, Bunny Rabbit, Camera Obscura, Deerhoof, Digitalism, DuvelDuvel, Ferenc (I-f), Fixkes, Frida Hyvonen, Fuck The Writer, Fujiya & Miyagi, Goose, Gruff Rhys, Heavy Trash, Jamie T, Jesse Sykes and the Sweet Hereafter, Joakim, Larkin Grimm, Midlake, Mike Redman, Mocky, Patrick Wolf, Pop Levi, Priestbird, Prinzhorn Dance School, Robert Gomez, Simian Mobile Disco, Sixto Rodriguez, Skream, The Bees, The Hold Steady, The Moi Non Plus, The Strange Death of Liberal England, The Subhuman, Tim, Tom Barman, Touki Delphine, Valgeir Sigurdsson, Zaki Dewaele en Zita Swoon |
| 2008   | TENT., Rotown, Rotterdamse Schouwburg, Off Corso, CBK, NAi en Lantaren/Venster                                                                                            | A Fine Frenzy, Alela Diane, Be Your Own Pet, Black Lips, dEUS, Devotchka, Ebony Bones, Efterklang, Foals, Foy Vance, Goldfrapp, Guillemots, Holy Fuck, Jamie Lidell, Jana Hunter, Jean Parlette, Kode9 + the Spaceape, Low, Lucky Fonz III, M83, Phosphorescent, Pivot, Shout Out Louds, Simone White, The Do, Tim Vanhamel, Trentemøller en Yura Yura Teikoku |
| 2009   | WATT, Rotown, Rotterdamse Schouwburg, NAi, CBK en Lantaren/Venster | ...And You Will Know Us by the Trail of Dead, 2 Many DJs, A Camp, A Certain Romance, A Place To Bury Strangers, A-TRAK, Appleblim, BLK JKS, DJ Pietro von Rosenthal de la Vegaz, Dag För Dag, Daily Bread, Darker My Love, Dent May & His Magnificent Ukulele, Drop the Lime, Fever Ray, Goslink, Grampall Jookabox, Handsome Furs, Health, Hjatalín, J*DaVeY, Jon Hopkins, Josz LeBon, Jóhann Jóhannsson, L-Vis 1990, Loefah, Loney Dear, Lucky Fonz III, Madensuyu, Marching Band, Mi Ami, Mocky, Mujava, Nico Muhly, Nina Kinert, Noa Babayof, Riton, Röyksopp, Sam Amidon, Selah Sue, The Bony King of Nowhere, The Invisible, The New Wine, The Whitest Boy Alive, Tiny Masters of Today, Wildbirds & Peacedrums en Woods |
| 2010   | WATT, Rotown, Rotterdamse Schouwburg, Bob Smit Gallery, CBK, Calypso Lounge, VIP's en Lantaren/Venster                                                                    | Admiral Freebee, Angus and Julia Stone, Annie (DJ-set), Authentic Boys & Banality, Dreams, Band of Horses, Benni Hemm Hemm, Bier en Brood, BLISS, Bruno Listopad, Cindy Jansen - Rabbits Can't Swim, Crystal Antlers, DM Stith, Daedelus, DâM-FunK, Dansateliers, Disco Cousteau, Eagle Seagull, Eckhardt / Veenfabriek, Everything Everything, Fink, Fool's Gold, Fuck Buttons, Goldheart Assembly, Helter Skelter (DJ St. Paul), Hidde van Schie, Hudson Mohawke, Inge Aanstoot, Isbells, Johnny Flynn, Kaki King, Kelpe, King Midas Sound, Lindstrom & Christabelle, Lonelady, Lotte Bovi & Eveline Visser, Lowriders, Marie Louise Elschot, Michael Spencer Jones, Miet Warlop, Moss, Mount Eerie, Mulatu Astatke & The Heliocentrics, Mumford & Sons, Nicolai Dunger, Noah and the Whale, Parfum de BoemBoem, Petra Laaper, Rain Machine, Ramsey Nasr, Rotterdamse Oogst, Soil & "Pimp" Sessions, Stylus DJ's, TV Buddhas, Talking Dress, The Gaslamp Killer, The Irrepressibles, The Plastician, The Strange Boys, The most amazing exploration in the age of discovery, Three Trapped Tigers, Toneelschool Arnhem, United-C, Withered Hand, t.r.a.n.s.i.t.s.c.a.p.e.                                                                                      |
| 2011   | Rotterdamse Schouwburg, Off Corso, Gouvernestraat, Rotown en CBK | The Coral, Josh T. Pearson, Villagers, Dum Dum Girls, Battles, Darkstar, Agnes Obel, José Gonzàlez performing with The Gothenburg String Theory, Lykke Li, Belle and Sebastian, Grant Hart, Project Wildeman, No Age, No Age vs. The Bear, WU LYF, Birgit Verwer, Architecture in Helsinki, Dan Deacon, Shugo Tokumaru, Pien Feith, Factory Floor, James Vincent McMorrow, Risk Hazekamp, Alexi Murdoch, Veenfabriek, Massimo Furlan, Fenech-Soler, Beardyman, Room100, Ben Howard, James Blake, Daniela Swarowsky, Freedom Enterprise, Dario Totorelli, Carina Hesper, Petra Hart, Maurice Heesen, Jonas Vorwerk & Yoren Schriever, St. Paul, Alamo Race Track, Intergalactic Lovers, Roeland Otten, Trophy Wife, Zoey van Goey, DJ 2562, The Bees, BLISS, Fou Maison, Josh Ritter & The Royal City Band, ArtEZ Toneelschool, La Boutique Fantastique, Elza Jo, Rince de Jong, Eklin, Kitchenette #4, De Kunstroute, Rotterdamse Oogst, genève, Typhoon, Van Reek Ten Bosch Banketje, Das Pop, Lowriders, De transparante kerk, DE PLAYER, Blues Brother Castro, Dj Food & DK, The Russian Futurists, Zeno van den Broek, SNØT, Fabrique Urbaine, Pavlov Disco: George & Odessa, HipHopHuis, Green Priest, Convoi Exeptional, Tessa Nikopoulos, Electric Circus |
| 2012   | Rotown, Rotterdamse Schouwburg, Corso, Gouvernestraat, BIRD, Mini-mall, Hofbogen, CBK en Schouwburgplein                                                                  | 120 Days, Django Django, Patrick Watson, Emika, White Rabbits, Fink, Willy Moon, Great Mountain Fire, AM & Shawn Lee, Amatorski, Jameszoo, Jamie n Commons, Apparat Band, Kapok, LeLe, Thomas Azier, Balthazar, Light Asylum, Bart Constant, Lisa Hannigan, Ben Caplan, The Maccabees, Benji B, Moss, Blaudzun, Nick Steur, Nik van den Berg, Bowerbirds, Of Montreal, Boy and Bear, Outfit, Ane Brun, Rats on Rafts, Cecilia Moisio, Rachel Sermanni, Soap&Skin, Cold Specks, Julia Stone, Dan Mangan, Rob Sweere, De Avonduren, t.r.a.n.s.i.t.s.c.a.p.e., The Antlers, Dorian de Rijk, Convoi Exceptional, Torre Florim, Efrat Zehavi, Friends, Wunderbaum en vele anderen |
| 2013   | Rotown, Rotterdamse Schouwburg, Corso, Gouvernestraat, BIRD, Mini-mall, Paradijskerk en Schouwburgplein                                                                   | AlunaGeorge, Brasstronaut, broeder Dieleman, De Tweede Speeldoos, The Veils, Laura Mvula, Jaga Jazzist & Sinfonia Rotterdam, Jose James, Daughter, SX, Goose, Wild Bell, inc., Jacco Gardner, Jah Wobble & The Modern Jazz Ensemble, John Grant, Lapalux, Marble Sounds, Matthew E. White, Mister & Mississippi, Nick Mulvey, Night Beds, Night Works, Orlando, Palmbomen, Paul Thomas Saunders, Public Service Broadcasting, Retro Stefson, Rocketnumbernine, S O H N, Sinkane, Stornoway, Tangarine, TEEN, The Growlers, The Milk Carton Kids, The Strypes, Valgeir Sigurdsson, Wild Belle, Young Dreams, Woodkid & Orchestra (cancelled), Bryony Kimmings, Rory de Groot, Akwasi O. Ansah, Quintis Ristie, Frappante Klant, Stageability, Gyz la Riviere, Telesync, Vers Beton en vele anderen. |
| 2014   | Rotown, Rotterdamse Schouwburg, Gouvernestraat, Paradijskerk, Perron en Schouwburgplein                                                                                   | Ásgeir, Kurt Vile (solo), Wild Beasts, Moss, Temples, Jonathan Wilson, Erlend Øye, Daryll-Ann, George Ezra, Hauschka, Seun Kuti & Egypt 80, Omar Souleyman, Angel Olsen, Johnny Flynn, Girls In Hawaii, La Luz, Nick Waterhouse, Thumpers, Moddi, Clean Pete, Matthew & The Atlas, Eagulls, Aufgang, Cashmere Cat, Zomby, Tobias., Virginia, Jameszoo, Cosmo Sheldrake, Freek, Ganz, Gentlemen, Gardens & Villa, Herrek, Howler, Jungle, Larry Gus, Luke Sital-Singh, Madensuyu, Moddi, Pall Jenkins, Planningtorock, Quilt, Sean Nicholas Savage, Sevdaliza, Florentijn Hofman, Sander Bokkinga, Milan Boonstra, Pim Palsgraaf, Ann Van den Broek, De Dansers, Ivo Dimchev, Joeri Dubbe, Joris van Oosterwijk en vele anderen. |
| 2015   | Rotown, Rotterdamse Schouwburg, Gouvernestraat, Paradijskerk, BIRD, Perron en Schouwburgplein                                                                             | Purity Ring, Villagers, The Notwist, Kate Tempest, Will Butler, The Districts, NIMMO, Rats On Rafts, Hypnotic Brass Ensemble, Ghostpoet, BC Camplight, Palmbomen II Live, Alamo Race Track, The Mysterons, BRNS, Låpsley, Mister and Mississippi, Fyfe, Jake Isaac, Jessica Pratt, Maarten Vos, Sea Change, Tubelight, Dollkraut, Virginia Wing, Yumi Zouma, Weval, Rae Morris, Dewolff, Aloa Input, Lapalux, Tweak Bird, Gerd, Omar S, Half Way Station, De Likt, Yung, Kurt Overbergh, Briqueville, Bad Breeding, Shannon Saunders, The Indien, Jan Martens, Trajal Harrell, Lieke & Bieke, EISBÄR*, Thomas Dudkiewicz, Connor Schumacher, Willemijn Schellekens, Berstad/Hilgebostad/Wigdel, Olaf Mooij en vele anderen. |
| 2016   | Rotown, Rotterdamse Schouwburg, Paradijskerk, Annabel, Arminius en Schouwburgplein                                                                                        | Amanda Bergman, Andra Day, BEAU, Cameron A G, Damien Jurado, Dario Tortorelli, De Dansers, De Dood, Enver Husicic, Flying Horseman, Formation, Gwenno, Iguana Death Cult, Jamie Woon, jennylee, Leon Bridges, Lisbeth Gruwez dances Bob Dylan, Marlon Williams, Meatbodies, MY BABY, Naive Set, NAO, Nneka, Pixx, Protomartyr, Samuel Ford, Southbound, Steve Mason, Tale Dolven & Gabel Eiben, The Go! Team, Tourist LeMC, VANT en vele anderen. |
| 2017   | Rotown, Rotterdamse Schouwburg, Paradijskerk, Arminius, WORM, WORM UBIK, KINO, BIRD en Plaza Mozaique                                                                     | Thundercat, Warhaus, Ryley Walker, Isaiah Rashad, The Slow Show, Lisa Hannigan, Grandaddy, Anna Meredith, serpentwithfeet, The Lemon Twigs, Klangstof, Joep Beving, Weyes Blood en vele anderen. |
| 2018   | Rotown, Rotterdamse Schouwburg, Paradijskerk, Arminius, WORM, Kriterion, Club Vibes en Eendrachtsplein                                                                    | Muziek: Everything Everything, SOHN, Amenra, Tamino, Joep Beving, Weval, Songhoy Blues, Alela Diane, J. Bernardt, Nakhane, Binkbeats, JOHAN, A Hawk And A Hacksaw, Abattoir Blues, AK/DK, Bruno Major, Bruxas, Charlotte Day Wilson, Equal Idiots, Faces On TV, Great News, Henry Green, Island, James Elkington, Jeffrey Lewis & Los Bolts, Kele Okereke, La Jungle, Laura Misch, Lewsberg, Martin Kohlstedt, Mauro Pawlowksi & Braaknoot Ensemble, Metz, Otzeki, The Weather Station, Warmduscher, Wouter Dewit en Wye Oak Performance en kunst: Connor Schumacher, Ivo Dimchev, Marjolijn van Heemstra & Monnik, Nas & Jim, Natalia Pieczuro, Oh Thunder, Th’Line en Wunderbaum |
| 2019   | Rotown, Rotterdamse Schouwburg, Arminius, WORM, BIRD en Kriterion | Apparat, Melanie De Biasio, Grandbrothers & Ensemble, KOKOROKO, Fontaines D.C., Georgia, 155, Helado Negro, RIMON, Grande Loge, Pom Poko and Yussef Dayes, Outlet Drift, Altin Gün, Binkbeats, Gil the Grid, Winne, Anne-Fay en Aileigh Awad/Bear Valour |
| 2020   | Afgelast wegens coronapandemie | Afgelast wegens coronapandemie |
| 2021   | Afgelast wegens coronapandemie | Afgelast wegens coronapandemie |
| 2022   | Rotown, Rotterdamse Schouwburg, Arminius, WORM, BIRD, Roodkapje en Museum Boijmans Van Beuningen                                                                          | STIKSTOF, Christian Löffler & Detect Ensemble, Sylvie Kreusch, Jean-Michel Blais, Katy J Pearson, Voetvolk, Jockstrap, Sad Night Dynamite, Weval (Live), Meskerem Mees, Mysie, Fantoompijn, Ariah Lester, Benjamin Kahn, Balimaya Project, SHERELLE, MC Yallah & Debmaster, Snapped Ankles, De Schuurman, caroline, LEKRANTY, Gino-Cochise, Mirjam Manusama, RUA, JONES presents: Berakar, Amenti Theatre Company, Manusama Nuance en Beau Zwart |
| 2023   | Rotown, Rotterdamse Schouwburg, Arminius, WORM, Vessel 11, Roodkapje, Playground, Perron en BRUTUS                                                                        | Alamo Race Track, Big Thief, Gold Panda, Black Country, New Road, Naaz, Waxahatchee, Nusantara Beat, Yard Act, Niklas Paschburg, Rival Consoles, Ichiko Aoba, Terzij de Horde, Ciao Lucifer, Heartworms, Elephant, Joya Mooi en vele anderen. |
| 2024   | Rotown, Rotterdamse Schouwburg, Arminius, WORM, WORM UBIK, Vessel 11, Roodkapje, Museum Boijmans Van Beuningen, Kunsthal, Club Sahara, Perron, RiF 010 en Schouwburgplein | Muziek: Aelia Sapph, Aili, Alida Dors & HAYP MUSIC, Alison Jutta, Angry Blackmen, Arrocha, Artemas, Avalanche Kaito, Baby’s Berserk, Bolis Pupul, Boogie Mind, Chirty, Clarissa Connelly, ClubINC, Cocobolo, Cosmo Pyke, CVC, CyberFairy777, Dana Gavanski, Daudi Matsiko, Deki Alem, DJ Swaggot, Djuwa Mroivili, Dry Cleaning, Fat Dog, Franky Sticks, gglum, Hatoon, Holly Macve, HotWax, ICONIC, ILA, Jaïr Faria, Kaeto, Kurashi Soundsystem, Laena Myers, Lander & Adriaan, Leah Rye, Library Card, LIKEMINDS, Lime Garden, Loverman, Loveth Besamoh, Luna Morgenstern, mary in the junkyard, Michelle Samba, Min Taka, Mina & Bryte, Miso Extra, Miss Tiny, Nene H, NewDad, Nivek, Nubiyan Twist, Pauli The PSM, Pelanoir, Peter Somuah, Picture Parlour, Porcelain id, Radio Trapani, Ralphie Choo, Ranie Ribeiro, Seb H., Slimfit, Steph Strings, SUBFICTION, Sydney Lowell, Talee, Texoprint, Trout, Wende, Wu-Lu en Y.O.P.E. Performance en kunst: Amenti Elemental Exchange, Dear Laila, Grande Loge, GUT, I Vow To Distract Forever, Motel Poezië, Paste, The Patchwork Family, Prey Tell, R3LN4CHT, Radio Sueño, Sketches of Scapes, Under My Umbrella, Victory Boogie Woogie en WEEF.collective                                                     |
| 2025   | Rotown, Rotterdamse Schouwburg, WORM, WORM UBIK, Club Sahara, Perron, Schouwburgplein en meer                                                                             | Muziek: [ K S R ], Anna B Savage, Antony Szmierek, Ashaine White, Bricknasty, Brik Tu-Tok, deBasement, ECHT!, Emma-Jean Thackray, Esme Emerson, Geordie Greep, Goblyns, Gurriers, Hana Fatur, Jessy Yasmeen, JGrrey, Joep Beving & Maarten Vos, Kaya, Keenan Mundane, KEG, Ki!, Lumï, Luvcat, Malak, ‘MANOS, Maria Iskariot, Master Peace, MICH, Nectar Woode, Oddisee & Good Compny, Oracle Sisters, oreglo, Parker Fans, Pongo, Problem Patterns, Rosie, Lowe, Roufaida, Ruda Krua, Sam Vano, Sirocco, Squid, TAAHLIAH, The Halfway Kid, The Itch, The Pill, Ugly, Vampire Boyfriend, YARD, ZEP, Σtella. Performance en kunst: Anthology, Art Motel - The art of healing, at the end of the sentence, it rotted, Beneath the shimmering it’s dark blue, Cross Roads, Gowtu Pretu, Henry Flowers, It's Also You, my sweet nasty lunacy, PaperPlanes II, Phantom Limb, Playful Dreamscape |